# بزارجق
بزارجق (بالبلغارية: Пазарджик)‏ هي مدينة بلغارية حيث يبلغ عدد سكانها 118561 نسمة (2009م)، وتقع المدينة جنوب غرب بلغاريا .

## توأمة
لبزارجق اتفاقيات توأمة مع كل من:
- تاتابانيا
- ساليرنو
- ستافروبول (1969 - )[6]
- Aerodrom Municipality, Skopje [الإنجليزية]‏
- ويست بيند
- السلط
- تشيخوف
- باريساو
- موسكو

## صور

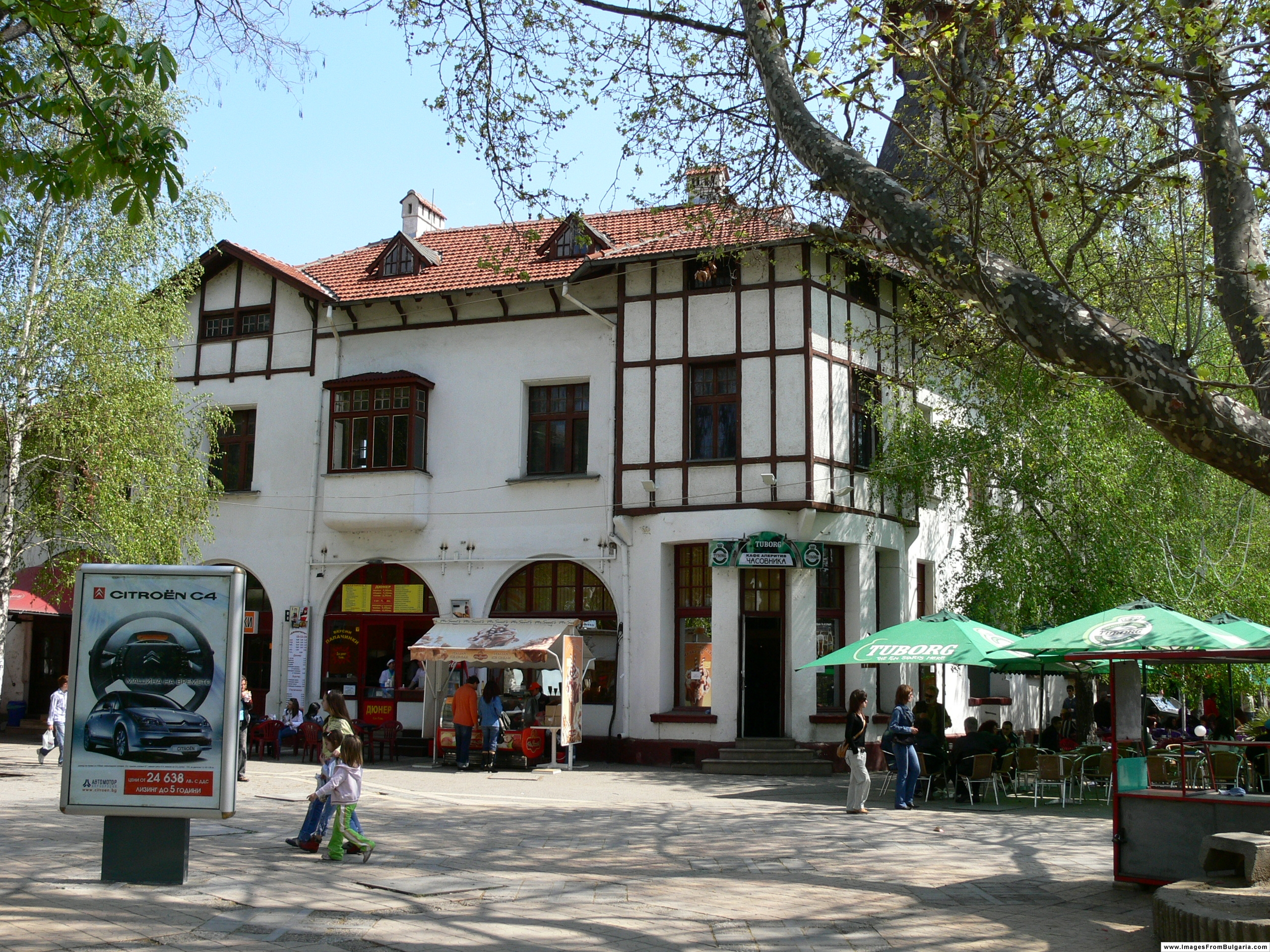
مبنى قديم
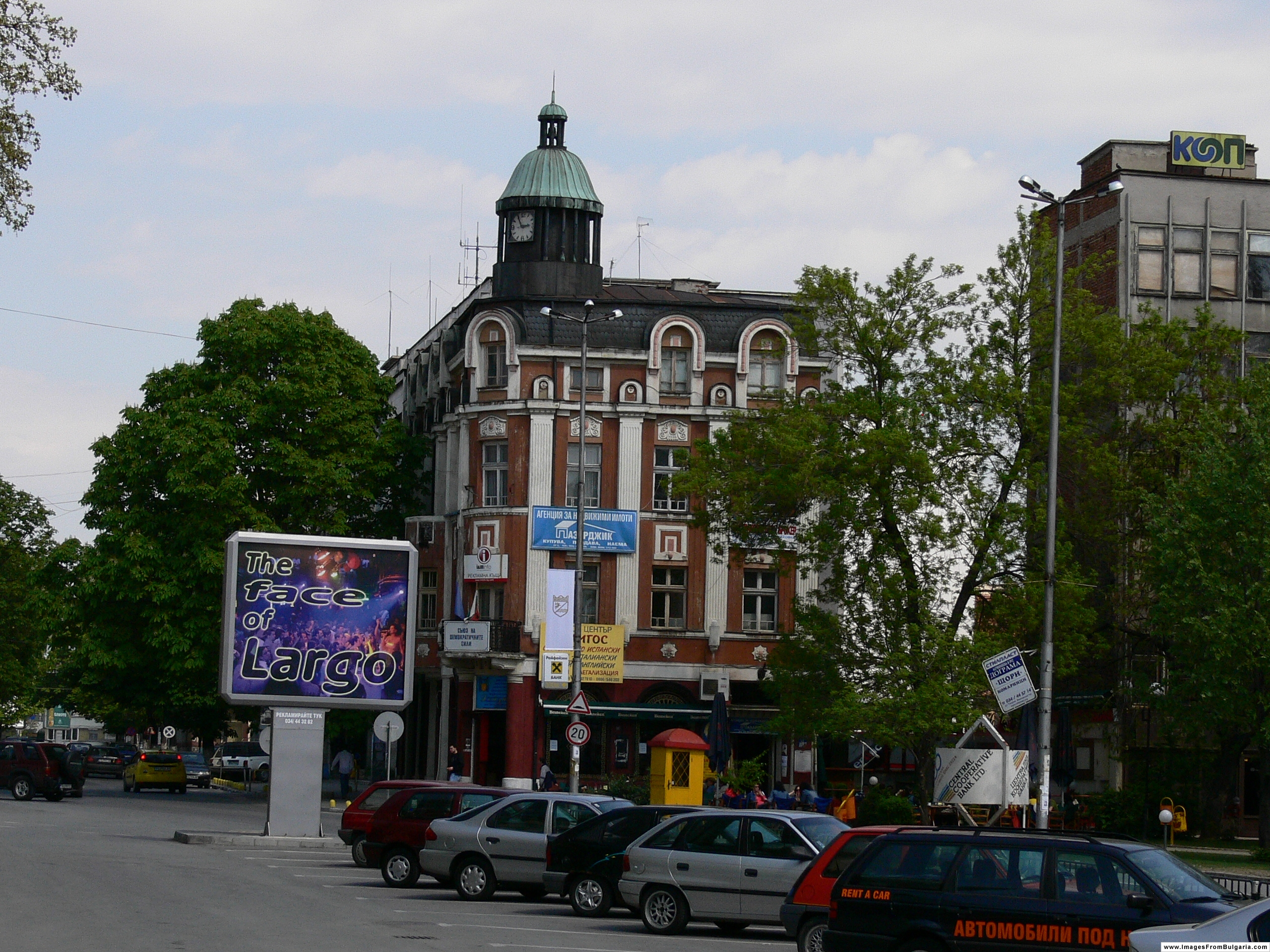
شارع
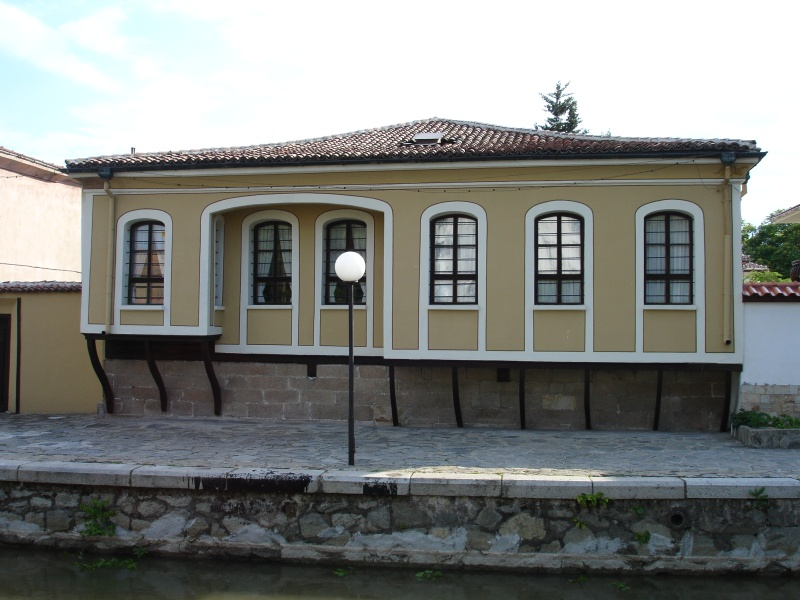
منزل

## أعلام
- بوريسلافا بوتوشاروفا
- عصمت رمضان
- فلاديمير غادييف
- فيسلين مينيف
- أتاناس ايفانوف